# Open Castilla y León 2013
L'Open Castilla y León 2013 è stato un torneo di tennis facente parte della categoria ATP Challenger Tour nell'ambito dell'ATP Challenger Tour 2013. È stata la 28ª edizione del torneo che si è giocata a Segovia in Spagna dal 30 luglio 2013 su campi in cemento e aveva un montepremi di €42,500.

## Partecipanti singolare

### Teste di serie
| Nazionalità | Giocatore             | Ranking* | Testa di serie |
| ----------- | --------------------- | -------- | -------------- |
| Spagna      | Pablo Carreño Busta   | 115      | 1              |
| Romania     | Marius Copil          | 137      | 2              |
| Kazakistan  | Andrej Golubev        | 141      | 3              |
| Italia      | Flavio Cipolla        | 145      | 4              |
| Svizzera    | Marco Chiudinelli     | 158      | 5              |
| Bielorussia | Uladzimir Ihnacik     | 168      | 6              |
| Francia     | Florent Serra         | 182      | 7              |
| Francia     | Pierre-Hugues Herbert | 218      | 8              |

- Ranking al 22 luglio 2013.

### Altri partecipanti
Giocatori che hanno ricevuto una wild card:
- Ivan Arenas-Gualda
- Roberto Ortega-Olmedo
- Ricardo Villacorta-Alonso
- Christian Florentin Voinea

Giocatori che sono passati dalle qualificazioni:
- Erik Crepaldi
- Michail Elgin
- Alexandros Jakupovic
- David Rice

Giocatori che hanno ricevuto un entry come special exempt:
- Andrés Artuñedo Martínavarr

Giocatori che hanno ricevuto un entry con un protected ranking:
- Albano Olivetti

Giocatori che hanno ricevuto un entry come Alternate:
- Alexander Ward
- Iván Navarro

## Vincitori

### Singolare
Pablo Carreño Busta ha battuto in finale  Albano Olivetti con il punteggio di 6–4, 7–6(2)

### Doppio
Ken Skupski /  Neal Skupski hanno battuto in finale  Michail Elgin /  Uladzimir Ihnacik con il punteggio di 6–3, 6(4)–7, [10–6]